# Victor Fontoynont
Antoine Victor Fontoynont (Gannat, 12 marzo 1880 – Lione, 4 dicembre 1958) è stato un presbitero, grecista e teologo francese dell'Ordine dei Gesuiti ed esperto ellenista. Insieme a Jean Daniélou, Henri de Lubac e Claude Mondésert, fu uno dei co-fondatori della collana editoriale di testi patristici Sources Chrétiennes.

## Biografia
Figlio del notaio Gilbert-Jules Fontoynont (1841-1891), morto suicida in seguito a sfortunate speculazioni, e di Adèle-Berthe Bonneau (1857-19..), ancor giovane lasciò la nativa Ganat per frequentare il collegio gesuitico Bellevue di Moulins. Il 14 ottobre 1897 entrò a far parte come novizio dell'ordine gesuitico a Aix-en-Provence . A questo periodo risale il suo attaccamento alla Provenza, la cui luce e il cui paesaggio gli fecero già presagire la Grecia, che avrebbe conosciuto solo durante la Prima guerra mondiale.
Successivamente, studiò filosofia a Laval e, dal 1907 al 1911, teologia a Jersey, dove strinse amicizia con Pierre Teilhard de Chardin.
Ordinato sacerdote il 24 agosto 1910, dall'ottobre 1911 al luglio 1914 insegnò filosofia in un collegio gesuita francese (per effetto della legge di separazione tra Chiesa e Stato) che era stato istituito nel piccolo comune italiano di Bollengo, dove ebbe tra i suoi allievi Georges Bidault e Gabriel Madinier.
Mobilitato come infermiere nelluglio 1914, nell'ottobre dell'anno seguente partì per Salonicco e completò la campagna di Serbia. Il 27 novembre 1915 fu decorato con la Croix de Guerre 1914-1918, con una menzione negli ordini del reggimento.
Malato, dovette tornare in Francia prima di partire per Salonicco, dove rimase dal dicembre 1916 al giugno 1918.
Divenuto ufficiale di collegamento sul fronte francese, fu menzionato nell'ordine della Divisione il 26 ottobre 1918 ed in seguito insignito della Médaille militaire.
Nel marzo 1919 fu congedato dal servizio di leva. Dal 1920 al 1932 riprese quindi a insegnare filosofia al Collegio Notre-Dame de Mongré College a Villefranche-sur-Saône, presso il quale aveva studiato il suo amico Pierre Teilhard de Chardin. Fu poi cappellano dell'Associazione cattolica della gioventù francese a Mongré.
Dal '32 al '42 fu prefetto degli studi, professore di greco biblico e di teologia fondamentale al teologato gesuita di Fourvière.
Soggetto di varie malattie, si spense cinque anni più tardi nel 5º arrondissement di Lione. Al suo funerale presero la parola Henri de Lubac, collega del teologato di Fourvière e futuro cardinale , e il cardinale Pierre Gerlier, primate di Gallia.

## Opere
Nel 1930 pubblicò a Villefranche-sur-Saône e a Mongrè il vocabolario intitolato Vocabulaire grec commenté et sur textes, che illustrava a un metodo per l'apprendimento del greco antico. L'opera fu ed al 2023 è edita dalla casa editrice francese Picard. In quest'opera, che ebbe un notevole successo malgrado la sua difficoltà, l'autore analizzò il vocabolario e la sintassi di quattro testi di Senofonte, di tre di Platone e di uno di Demostene.
- Vocabulaire latin sur textes liturgiques et citations courantes, più consistente meno noto
- Vocabulaire hébraïque
- nel novembre 1942 fondò a Lione la celebre collana Sources Chrétiennes, un'opera monumentale della scienza che dà accesso, con testo a fronte, traduzione e commento critico, ai testi dei Padri della Chiesa e dei teologi greci, latini e orientali dei primi secoli dell'era cristiana e del Medioevo.